# HPGD
HPGD (англ. Hydroxyprostaglandin dehydrogenase 15-(NAD)) – білок, який кодується однойменним геном, розташованим у людей на короткому плечі 4-ї хромосоми.  Довжина поліпептидного ланцюга білка становить 266 амінокислот, а молекулярна маса — 28 977.
| 10         |  | 20         |  | 30         |  | 40         |  | 50         |
| ---------- |  | ---------- |  | ---------- |  | ---------- |  | ---------- |
| MHVNGKVALV |  | TGAAQGIGRA |  | FAEALLLKGA |  | KVALVDWNLE |  | AGVQCKAALD |
| EQFEPQKTLF |  | IQCDVADQQQ |  | LRDTFRKVVD |  | HFGRLDILVN |  | NAGVNNEKNW |
| EKTLQINLVS |  | VISGTYLGLD |  | YMSKQNGGEG |  | GIIINMSSLA |  | GLMPVAQQPV |
| YCASKHGIVG |  | FTRSAALAAN |  | LMNSGVRLNA |  | ICPGFVNTAI |  | LESIEKEENM |
| GQYIEYKDHI |  | KDMIKYYGIL |  | DPPLIANGLI |  | TLIEDDALNG |  | AIMKITTSKG |
| IHFQDYDTTP |  | FQAKTQ     |  |            |  |            |  |            |

A: Аланін

C: Цистеїн

D: Аспарагінова кислота

E: Глутамінова кислота

F: Фенілаланін

G: Гліцин

H: Гістидин

I: Ізолейцин

K: Лізин

L: Лейцин

M: Метіонін

N: Аспарагін

P: Пролін

Q: Глутамін

R: Аргінін

S: Серин

T: Треонін

V: Валін

W: Триптофан

Кодований геном білок за функцією належить до оксидоредуктаз. 
Задіяний у таких біологічних процесах як метаболізм жирних кислот, метаболізм ліпідів, метаболізм простагландинів, поліморфізм, альтернативний сплайсинг. 
Білок має сайт для зв'язування з НАД. 
Локалізований у цитоплазмі.